# Bernie Harris
C. Bernard "Bernie" Harris (nacido el 26 de noviembre de 1950 en Roanoke, Virginia) es un exjugador de baloncesto estadounidense que jugó una temporada en la NBA. Con 2,08 metros de estatura, jugaba en la posición de pívot.

## Trayectoria deportiva

### Universidad
Jugó durante cuatro temporadas con los Rams de la Universidad de Virginia Commonwealth, en las que promedió 17,0 puntos y 10,4 rebotes por partido. En la temporada 1971-72 tuvo un porcentaje de acierto en el tiro del 60,2%, que en 2012 continúa siendo un récord de su universidad. Posee tres de las diez mejores marcas de rebotes en una temporada de los Rams, siendo además el segundo jugador de la universidad en liderar al equipo en puntos y rebotes, en su temporada júnior.

### Profesional
Fue elegido en la sexagésimo tercera posición del Draft de la NBA de 1974 por Buffalo Braves, y también por los Virginia Squires en el Draft de la ABA, fichando finalmente por los primeros. Llegó a disputar únicamente once partidos en los que anotó cinco puntos en total.

## Estadísticas de su carrera en la NBA

### Temporada regular
| Temporada | Edad | Equipo         | Liga | P  | TIT | MIN | TC  | TCA | %TC  | 3P | 3PA | %3P | TL  | TLA | %TL  | R.OF. | R.DEF. | REB | ASIS | ROB | TAP | PER | FP  | PTS |
| 1974-75   | 24   | Buffalo Braves | NBA  | 11 |     | 2.3 | 0.2 | 1.0 | .182 |    |     |     | 0.1 | 0.2 | .500 | 0.2   | 0.5    | 0.7 | 0.1  | 0.0 | 0.1 |     | 0.0 | 0.5 |
| Total     |      |                | NBA  | 11 |     | 2.3 | 0.2 | 1.0 | .182 |    |     |     | 0.1 | 0.2 | .500 | 0.2   | 0.5    | 0.7 | 0.1  | 0.0 | 0.1 |     | 0.0 | 0.5 |